# Zakładnicy Szymbarscy

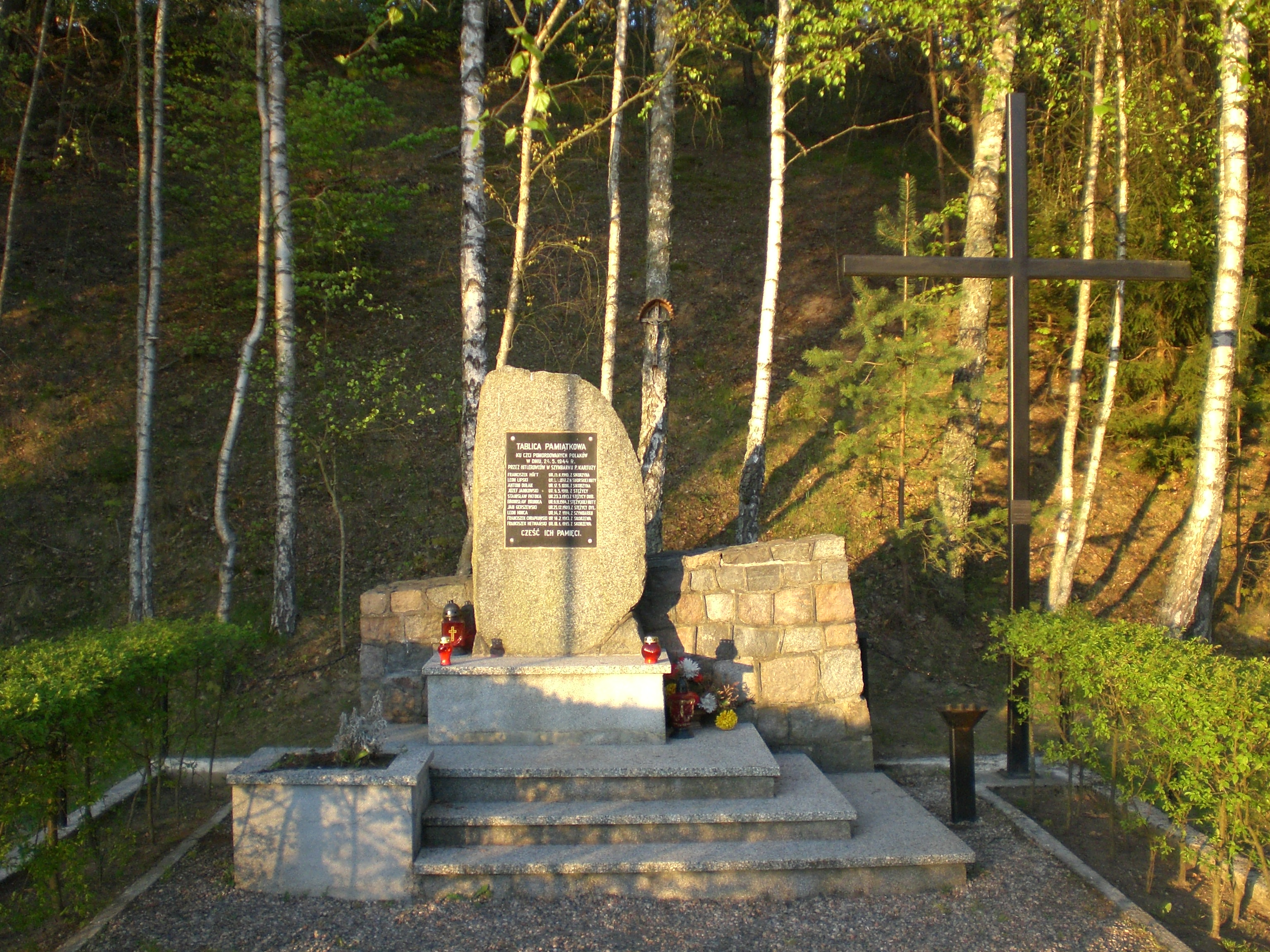
Pomnik Zakładników Szymbarskich

Zakładnicy Szymbarscy – 10 działaczy ruchu oporu z organizacji "Gryf Pomorski", rozstrzelanych podczas okupacji niemieckiej w dniu 24 maja 1944 roku w Szymbarku. Niemieccy żandarmi dokonali zbrodni w odwecie za zastrzelenie miejscowego Niemca - byłego strażnika w obozie koncentracyjnym Stutthof. Uroczystości pogrzebowe pomordowanych zakładników odbyły się dopiero w maju 1946, po przeniesieniu ciał ofiar z miejsca rozstrzelania na cmentarz w Szymbarku. Wśród ofiar znajdowali się m.in. Bronisław Brunka i Stanisław Patoka. W miejscu zbrodni znajduje się pomnik.